# Annise Parker
Annise Danette Parker (Houston, Texas, 17 de maig de 1956) és una política estatunidenca que fou alcaldessa de Houston. Aquesta és la ciutat més gran del país en escollir una alcaldessa obertament lesbiana. És membre del Partit Demòcrata i va ser membre del Consell de la Ciutat de Houston.
El 16 de gener de 2014 es va casar a Califòrnia (un dels estats on està legalitzat el matrimoni entre persones del mateix sexe) amb Kathy Hubber, després de 23 anys de relació.